# علم و فناوری در پاکستان

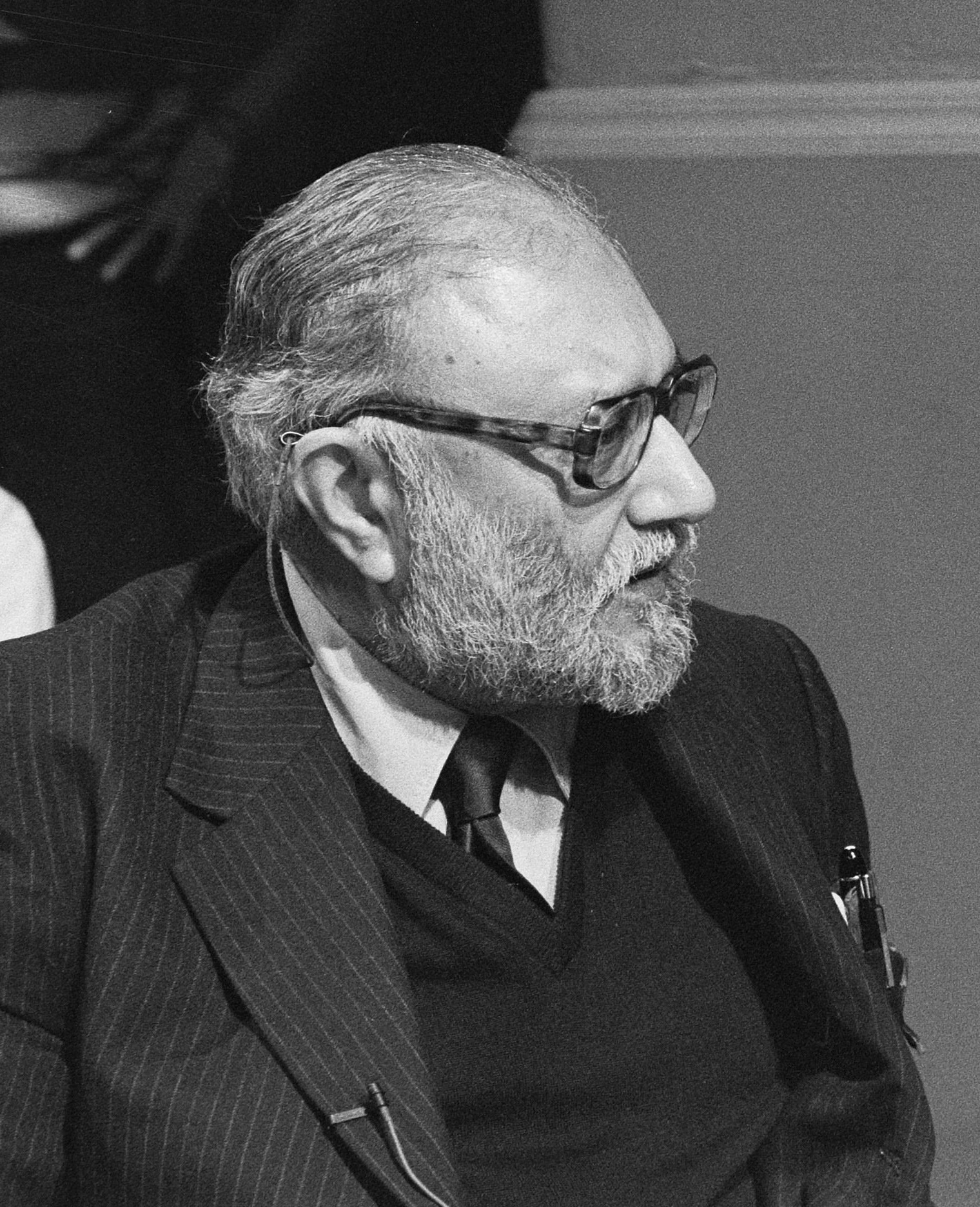
عبدالسلام دومین دانشمند دنیا از کشوری مسلمان بود که برنده جایزه نوبل شد.

در کشور پاکستان، وزارت علوم و فناوری نقطه کانونی ملی و بازوی توانمند دولت برای برنامه‌ریزی، هماهنگی و هدایت تلاش‌ها به‌منظور آغاز و راه‌اندازی برنامه‌ها و پروژه‌های علمی و فناوری طبق نیازهای ملی است.